# Javanæsehorn
Javanæsehornet (Rhinoceros sondaicus) er et næsehorn i ordenen af uparrettåede hovdyr. Dyret har en skulderhøjde på 160-175 cm og har en længde på 300-320 cm. Dyret vejer 1,5 t, men hunnen er større end hannen. Javanæsehornet har et horn på 15 cm længde.
Selvom navnet antyder noget andet, var javanæsehornets udbredelsesområde tidligere meget større. Det fandtes i næsten hele Sydøstasien i lande som Thailand, Vietnam og i det sydlige Kina.
De lever ikke i fangeskab. I år 2011 uddøde de sidste i Vietnam.
Javanæsehornet er den mest truede næsehornart og et af verdens mest sjældne pattedyr, bestanden består af er cirka 80 individer som samtliga lever i nationalparken Ujung Kulon på västra Java i Indonesien.